# Барановка (Николаевский район)
Барановка — хутор в Николаевском районе Волгоградской области России. Входит в состав Барановского сельского поселения. Возник как место компактного расселения российских немцев.

## История
Хутор Барановка (Дрейшпицкий) был основан немецкими поселенцами. Относился к лютеранскому приходу Галка.
В 1928 году хутор включён в состав Николаевского района Нижне-Волжского края.
Во исполнении Указа Президиума ВС СССР «О переселении немцев, проживающих в районах Поволжья» от 28 августа 1941 года, немецкое население хутора было депортировано.
В соответствии с решением Волгоградского облисполкома от 17 мая 1978 года № 10/382 «О некоторых изменениях в административно-территориальном делении области» населенные пункты, имеющие служебное и временное значение — хутора Дудкин, Рудик, были приписаны к постоянному населённому пункту — к х. Барановка, Барановский с/с.

## География
Хутор находится в северо-восточной части Волгоградской области, в степной зоне Заволжья, на расстоянии примерно 48 километров (по прямой) к востоку от города Николаевск, административного центра района. Абсолютная высота — 28 метров над уровнем моря.
Часовой пояс
Хутор Барановка, как и вся Волгоградская область, находится в часовой зоне МСК (московское время). Смещение применяемого времени относительно UTC составляет +3:00.

## Население
| 2010 |
| ---- |
| 145  |

Гендерный состав
По данным Всероссийской переписи населения 2010 года в гендерной структуре населения мужчины составляли 43,4 %, женщины — соответственно 56,6 %.
Национальный состав
Согласно результатам переписи 2002 года, в национальной структуре населения казахи составляли 69 %.

## Улицы
Уличная сеть хутора состоит из одной улицы (ул. Барановская).